# 李德尚
李德尚（1928年—），男，山东平度人，中国水产养殖专家，曾任山东海洋学院教授、博士生导师。